# Sofía Silva
Sofía Silva Inserry (Tumeremo, 5 settembre 1929 – Bogotà, 21 aprile 2011) è stata una modella venezuelana, eletta nel 1952 prima Miss Venezuela nella storia del concorso.
In seguito, la modella è stata la rappresentante ufficiale del Venezuela a Miss Universo 1952, concorso tenuto a Long Beach, California, il 28 giugno 1952, dove la modella non è però riuscita a classificarsi fra le ultime quindici finaliste del concorso.
Silva è morta il 21 aprile 2011 a Bogotà, in Colombia, all'età di ottantadue anni.